# Sfoglio

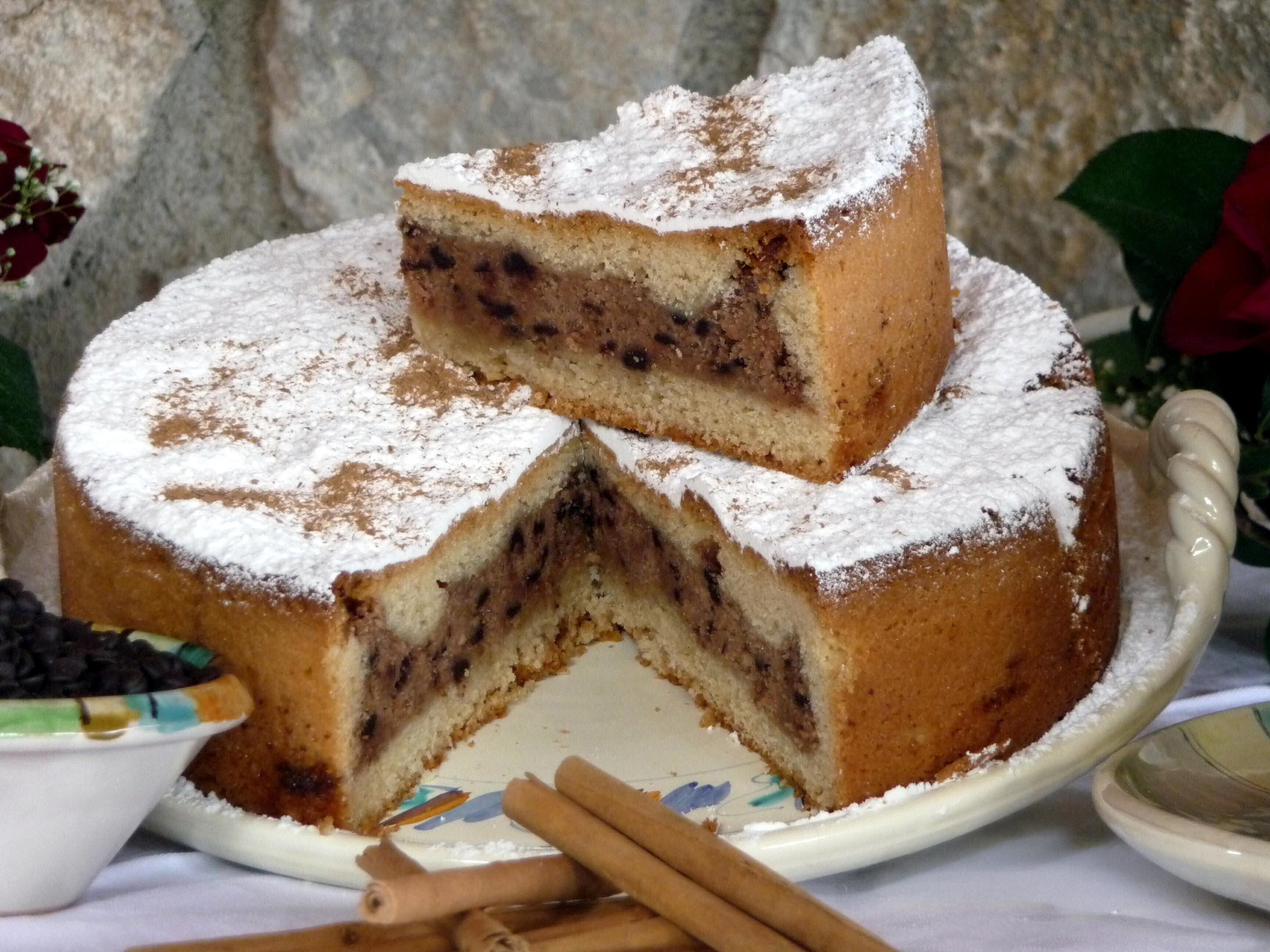
Sfoglio polizanno

Sfoglio (von italienisch sfoglia = Blätterteig), auch Sfoglio polizzano, ist ein aus Polizzi Generosa (Sizilien) stammender Käsekuchen. Er besteht aus einem süßen Mürbeteig, der mit einer Mischung aus Tuma (einem sizilianischen, nicht ausgereiften Pecorino-Käse), Zartbitterschokolade, Zimt, Zucker und Eiweiß als Bindemittel gefüllt wird. Laut Schauspieler und Kochbuchautor Vincent Schiavelli wurde der Kuchen im 18. Jahrhundert im Benediktinerkonvent Santa Margherita in Polizzi Generosa entwickelt und ursprünglich mit Kakao an Stelle von Zartbitterschokolade hergestellt.